# Benchmark (ruwe olie)

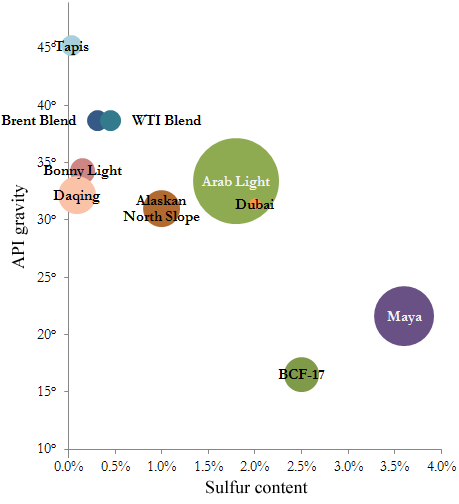
De belangrijkste marker crudes en hun relatieve productie. Horizontaal het zwavelgehalte, verticaal de dichtheid in graden API. Hoe hoger, hoe lichter de olie.

Een benchmark voor ruwe olie of marker crude is een ruwe-oliesoort waarvan de prijs dient als benchmark of referentiepunt voor andere oliesoorten. De marker crude is een veel verhandelde oliesoort en de prijzen van andere oliesoorten worden hiervan afgeleid door een korting of juist toeslag. De belangrijkste benchmarks zijn momenteel West Texas Intermediate (WTI), Brent, Dubai en het OPEC-mandje. Overigens zijn veel verhandelde olies niet noodzakelijk de meest geproduceerde. Naast de beschikbaarheid speelt ook politieke stabiliteit in de productieregio een rol, aangezien deze de prijs beïnvloedt en de hoeveelheid gekoppelde producten op belangrijke oliemarkten als de New York Mercantile Exchange (NYMEX) en IntercontinentalExchange (ICE). Door kwaliteits- en locatieverschillen verschillen deze onderlinge prijzen.
Arab Light was voor het OPEC-mandje een belangrijke marker, Alaskan North Slope was dat eerder voor WTI.

## Arab Light
Arab Light is lange tijd dé benchmark geweest, ook omdat Saoedi-Arabië de rol van swing producer vervulde. Als swing producer was echter in augustus 1985 de productie gedaald tot zo'n 2,2 miljoen vaten per dag en werden er nog slechts 1,4 miljoen vaten per dag geëxporteerd. Om aan de rol van swing producer te ontkomen, werd in november 1986 in Quito een mandje samengesteld dat als benchmark moest dienen. Dit bestond uit zes OPEC crudes - Arabian Light, Dubai, Minas, Bonny Light, Saharan Blend, Tia Juana Light - en de Mexicaanse Isthmus.
Een andere oorzaak ligt in de beperkte handel in Arab Light. Om het verlies aan marktaandeel goed te maken, bood het vanaf september 1985 olie aan volgens netback pricing waarbij de prijs werd gebaseerd op die van de geraffineerde olieproducten. Zelfs bij een dalende prijs bleef er daardoor voldoende marge voor de raffinaderijen, met een overaanbod als gevolg. Dit overaanbod had in 1986 een enorme prijsdaling tot gevolg. Om dit te voorkomen verkoopt Saoedi-Arabië sindsdien slechts op voorwaarde dat alleen de originele koper de olie mag raffineren, met als gevolg dat er buiten die contracten om geen markt is voor Saoedische olie.

## Kwaliteit
Of er een toeslag of juist korting wordt gegeven op een olie, hangt af van de kwaliteit van de olie ten opzichte van de marker crude en de behoefte van de markt aan een bepaalde oliesoort. De kwaliteit van een olie wordt bepaald door:
- de dichtheid, vaak uitgedrukt in graden API:
  - light;
  - medium;
  - heavy;
- het zwavelgehalte, uitgedrukt in massapercentage (%m/m);
  - laag zwavelgehalte: sweet;
  - hoog zwavelgehalte: sour;
- paraffinegehalte;
- het vloeipunt, de temperatuur waarbij een vloeistof nog net vloeibaar is;
- de viscositeit;
- metaalgehalte;
- koolstofresidu na pyrolyse.

Een hoog zwavelgehalte is vaak ongewenst en om dit te verwijderen zijn aanvullende bewerkingen nodig in het raffinageproces. Sour crudes zijn dan ook vaak goedkoper dan sweet crudes. Zo is er ook meer vraag naar lichtere producten als benzine, zodat light crudes over het algemeen duurder zijn. Hoewel de vraag naar zware olie toeneemt door de grotere vraag naar dieselolie, geldt dat de prijs het hoogst is voor light sweet crudes als Brent en WTI.